# Niederstocken
Niederstocken is een plaats en voormalige gemeente in het Zwitserse kanton Bern, en maakt deel uit van het district Thun.
Niederstocken telt x inwoners. In 2014 is de gemeente gefuseerd samen met de andere gemeenten Oberstocken en Höfen en hebben de nieuwe fusiegemeente Stocken-Höfen gevormd.